# Wazirpur
Wazirpur è un sottodistretto (upazila) del Bangladesh situato nel distretto di Barisal, divisione di Barisal. Si estende su una superficie di 248,35 km² e conta una popolazione di 227.115 abitanti (dato censimento 1991).